# Boris Covali
Boris Covali (în rusă Борис Коваль; n. 8 august 1982, Ștefan Vodă, raionul Ștefan Vodă, Republica Moldova) este un cântăreț din Republica Moldova. A participat de mai multe ori la selecția națională pentru Concursul Muzical Eurovision în anii 2010-2014.

## Cariera muzicală
A debutat la selecția din 2010 cu piesa „No Name”. Cu aceasta, a participat la a doua semifinală, de la care a trecut la finală. În finală a obținut 9 puncte din partea juriului (al treilea cel mai mare), dar 0 de la oameni, ceea ce a dat un total de locul 5. În anul următor (2011) a participat la selecție împreună cu cântăreața Cristina Croitoru. Cu piesa „Break it Up”, au obținut în final 6 puncte din partea juriului și 5 puncte din voturile telefonice, care au dat 11 puncte și un loc 6 din 25 de participanți.
În 2013, Covali a participat la prima semifinală pe care a câștigat-o și astfel a ajuns în finală pe 16 martie 2013. În finală, a terminat pe locul doi în spatele Alionei Moon, la o difirență de doar 2 puncte. În 2014, a participat cu piesa „Perfect Day” după ce a doua sa contribuție, „Flying”, a fost descalificată de TRM.